# 内田大孝
内田 大孝（うちだ ひろたか、1972年8月28日 -）は、佐賀県佐賀市出身の元プロ野球選手（内野手）。

## 経歴
佐賀学園高では、3年夏に3番・三塁手として1学年下の4番・エースの若林隆信とともにチームを引っ張り、1990年夏の選手権大会に出場を果たす。同大会では1回戦で甲府工業高と対戦し、チームは敗れるも自身は打点を挙げている。
1990年のプロ野球ドラフト会議で読売ジャイアンツから6位で指名を受け、契約金と年俸それぞれ3,500万円、360万円（いずれも推定）で入団が決まった。
1992年2月にロサンゼルスで右膝半月板を手術。1993年オフに巨人を退団し、福岡ダイエーホークスにテスト入団するが、一軍出場のないまま1995年をもって現役を引退。

## 詳細情報

### 年度別打撃成績
- 一軍公式戦出場なし

### 背番号
- 90（1991年 - 1993年）
- 63（1994年 - 1995年）